# Volo South African Airways 228
Il volo South African Airways 228 era un volo di linea dall'aeroporto Internazionale O.R. Tambo di Johannesburg, in Sudafrica, all'aeroporto di Londra-Heathrow, in Regno Unito. L'aereo che operava il volo, un Boeing 707 che era in servizio da solo 6 settimane, si schiantò a terra subito dopo il decollo dopo uno scalo a Windhoek, nell'Africa Sud-Occidentale (l'attuale Namibia), il 20 aprile 1968. Cinque passeggeri sopravvissero, mentre le altre 123 persero la vita. L'indagine successiva stabilì che l'incidente era attribuibile in gran parte a un errore del pilota; successivamente, Boeing riconobbe anche la mancanza di un sistema di allarme di prossimità al suolo nel suo aeromobile. Al 2024, l'incidente rimane il peggior disastro aereo mai avvenuto in Namibia.

## L'aereo
Il velivolo coinvolto era un Boeing 707-344C, marche ZS-EUW, numero di serie 19705, numero di linea 675. Volò per la prima volta il 5 febbraio 1968 e venne consegnato poco dopo a South African Airways. Era spinto da 4 motori turbogetto Pratt & Whitney JT3D-7. Al momento dell'incidente, l'aereo aveva poco più di due mesi e aveva accumulato solo 238 ore di volo.

## L'equipaggio
Il volo 228 era pilotato dal comandante Eric Ray Smith (49), dal primo ufficiale John Peter Holliday (34), dal navigatore Richard Fullarton Armstrong (26) e dall'ingegnere di volo Phillip Andrew Minnaar (50).

## L'incidente
La prima tappa del volo da Johannesburg all'aeroporto JG Strijdom, Windhoek, Africa sudoccidentale, avvenne senza problemi. Altri 46 passeggeri si imbarcarono a Windhoek e alcune merci furono scaricate e caricate. L'aereo decollò dalla pista 08 di Windhoek alle 18:49 GMT (20:49 ora locale). Era una notte buia, senza luna, con poche luci a terra nel deserto a est della pista; l'aereo partì in quello che venne descritto nel rapporto ufficiale come un "buco nero". Il velivolo salì inizialmente a un'altitudine di 200 metri sopra il livello del suolo, quindi si stabilizzò dopo 30 secondi e iniziò a scendere.
Cinquanta secondi dopo il decollo, precipitò al suolo a una velocità di circa 271 nodi (502 km/h). I quattro motori, che furono le prime parti a entrare in contatto con il suolo, crearono quattro solchi nel terreno prima che anche il resto dell'aereo toccasse il suolo e si disintegrasse. Scoppiarono immediatamente due incendi quando si infiammò il carburante presente nelle ali. Sebbene il luogo dell'incidente fosse a soli 5 chilometri dalla fine della pista, i servizi di emergenza impiegarono 40 minuti per raggiungere la scena a causa del terreno accidentato. Nove passeggeri che erano seduti nella sezione anteriore della fusoliera inizialmente sopravvissero, ma due morirono subito dopo l'incidente, e altri due pochi giorni dopo, portando il bilancio delle vittime a 123.

## Le indagini
L'indagine fu complicata dal fatto che l'aereo non aveva un registratore dei dati di volo o un registratore vocale in cabina di pilotaggio; i dispositivi divennero obbligatori dal 1º gennaio 1968, ma l'incapacità della compagnia aerea di procurarsi i registratori fece sì che diversi suoi velivoli, incluso quello coinvolto, non avessero ancora l'attrezzatura montata. Il comandante Smith aveva accumulato 4.608 ore di volo sul Boeing 707, ma solo un'ora (di addestramento) sul nuovo tipo 344C. L'indagine ufficiale concluse che l'aereo e i suoi quattro motori funzionavano: la colpa principale era del comandante e del primo ufficiale, poiché non riuscirono a mantenere una velocità e un'altitudine sicure e un rateo di salita positivo, non osservando gli strumenti durante il decollo. Nessuna colpa venne attribuita al terzo pilota, cui spettava la responsabilità di monitorare la radio, e che non era in grado di monitorare gli strumenti di volo dalla sua posizione in cabina di pilotaggio. I fattori secondari che contribuirono all'incidente includevano:
- perdita di consapevolezza situazionale;
- l'equipaggio non aveva alcun riferimento visivo nell'oscurità, portando al disorientamento spaziale;
- l'equipaggio utilizzò una sequenza di ritrazione dei flap della serie 707-B, che li retraeva con incrementi maggiori di quanto desiderabile per quella fase del volo, portando a una perdita di portanza a 600 piedi (180 m) sopra il livello del suolo;
- temporanea confusione da parte dei piloti durante la lettura dell'indicatore di velocità verticale, che era diverso dalle serie A e B del velivolo a cui erano abituati;
- l'altimetro a tamburo montato sull'aereo era notoriamente difficile da leggere per i piloti, l'equipaggio potrebbe aver letto male la loro altitudine sbagliando di 1 000 piedi (300 m);
- distrazione della cabina di pilotaggio a seguito di un bird strike o di altri eventi minori.

Dopo aver indagato su questo incidente e su una serie di altri che coinvolsero voli controllati contro il suolo, la Federal Aviation Administration appurò che un sistema di allarme di prossimità al suolo avrebbe contribuito a prevenire alcuni di essi. Dal febbraio 1972, furono quindi introdotte nuove norme che richiedevano che tutti gli aeromobili a turbogetto fossero dotati di tale sistema.